# Llista de monuments d'Extramurs (València)
Monuments catalogats com a béns d'interés cultural (BIC) i béns immobles de rellevància local (BRL) del districte d'Extramurs de València.

## Monuments d'interés cultural
| Monument | Prot.? | Estil/època                                                       | Localització                                                  | Coordenades                                          | Codi?         | Imatge |
| --- | ------ | ----------------------------------------------------------------- | ------------------------------------------------------------- | ---------------------------------------------------- | ------------- | --- |
| Església Parroquial de Sant Miquel i Sant Sebastià, o Església de Sant Miquel, o Antic Convent de Sant Francesc de Paula         | BIC    | Barroc - Neoclassicisme S.XVIII (1726-1739); S.XX (1906) campanar | València C. Quart, 97                                         | 39° 28′ 30″ N, 0° 23′ 13″ O / 39.475136°N,0.386956°O | RI-51-0004856 | Església Parroquial de Sant Miquel i Sant Sebastià (València) · Vegeu més fotos d'aquest monument · Carregueu una nova foto d'aquest monument |
| Estació del Nord | BIC    | Modernista S.XX                                                   | València C. Xàtiva, 2                                         | 39° 28′ 02″ N, 0° 22′ 38″ O / 39.467128°N,0.377183°O | RI-51-0004890 | Estació del Nord (València) · Vegeu més fotos d'aquest monument · Carregueu una nova foto d'aquest monument                                   |
| Monestir de Sant Vicent de la Roqueta i l'Església, o Monestir de Sant Vicent de la Roqueta i l'Església parroquial de Crist Rei | BIC    | Romànic - Barroc S.XIII al S.XIX                                  | València C. Sant Vicent, 126                                  | 39° 27′ 52″ N, 0° 22′ 56″ O / 39.464367°N,0.382086°O | RI-51-0004275 | Monestir de Sant Vicent de la Roqueta i l'Església (València) · Vegeu més fotos d'aquest monument · Carregueu una nova foto d'aquest monument |
| Jardí Botànic de la Universitat de València                                                                                      | BIC    | S.XIX; S.XX                                                       | València C. de Quart, c. Beat Gaspar Bono i pg. de la Petxina | 39° 28′ 37″ N, 0° 23′ 12″ O / 39.477033°N,0.386689°O | RI-52-0000085 | Jardí Botànic de la Universitat de València · Vegeu més fotos d'aquest monument · Carregueu una nova foto d'aquest monument                   |

## Monuments d'interés local
| Monument                                                                                            | Prot.? | Estil/època                  | Localització                                                  | Coordenades                                          | Codi?         | Imatge |
| --------------------------------------------------------------------------------------------------- | ------ | ---------------------------- | ------------------------------------------------------------- | ---------------------------------------------------- | ------------- | --- |
| Antic Mercat d'Abastiments de València                                                              | BRL    | 1935-1948                    | València C. Alberic- c. Bon Ordre - c. Heroi Romeu            | 39° 28′ 05″ N, 0° 23′ 18″ O / 39.468°N,0.388269°O    | 46.15.250-348 | Mercat d'Abastiments (València) · Vegeu més fotos d'aquest monument · Carregueu una nova foto d'aquest monument                                  |
| Col·legi Jesús i Maria, València                                                                    | BRL    | Historicista 1954            | València Gran Via Ferran el Catòlic                           | 39° 28′ 22″ N, 0° 23′ 15″ O / 39.472778°N,0.3875°O   | 46.15.250-332 | Col·legi Jesús i Maria (València) · Vegeu més fotos d'aquest monument · Carregueu una nova foto d'aquest monument                                |
| Col·legi Sant Josep de la Muntanya                                                                  | BRL    | Racionalista s.XX            | València C. Gonzàlez Martí, 4                                 | 39° 28′ 26″ N, 0° 23′ 39″ O / 39.47375°N,0.394167°O  | 46.15.250-427 | Col·legi Sant Josep de la Muntanya (València) · Vegeu més fotos d'aquest monument · Carregueu una nova foto d'aquest monument                    |
| Convent i església de Sant Josep de la Muntanya de València                                         | BRL    |                              | València Av. de San Josep de la Muntanya, 15                  | 39° 28′ 26″ N, 0° 23′ 39″ O / 39.473889°N,0.394083°O | 46.15.250-225 | Convent i església de Sant Josep de la Muntanya (València) · Vegeu més fotos d'aquest monument · Carregueu una nova foto d'aquest monument       |
| Edifici d'habitatges en el carrer Santa Maria Micaela o Grup Residencial Agents Comercials Secció F | BRL    | 1958-1961                    | València C. Santa Maria Micaela, 18 - av. Pérez Galdós 114 ac | 39° 28′ 19″ N, 0° 23′ 35″ O / 39.471944°N,0.393056°O | 46.15.250-328 | Edifici d'habitatges en el carrer Santa Maria Micaela (València) · Vegeu més fotos d'aquest monument · Carregueu una nova foto d'aquest monument |
| Escorxador Municipal de València                                                                    | BRL    | 1898-1902                    | València Pg. de la Petxina, 37                                | 39° 28′ 31″ N, 0° 23′ 40″ O / 39.47533°N,0.3945°O    | 46.15.250-212 | Escorxador Municipal (València) · Vegeu més fotos d'aquest monument · Carregueu una nova foto d'aquest monument                                  |
| Església de Sant Josep de la Muntanya de València                                                   | BRL    |                              | València C. Gonzàlez Martí, 4                                 | 39° 28′ 26″ N, 0° 23′ 39″ O / 39.473889°N,0.394083°O | 46.15.250-426 | Església de Sant Josep de la Muntanya (València) · Vegeu més fotos d'aquest monument · Carregueu una nova foto d'aquest monument                 |
| Església de Sant Vicent de la Roqueta, Església parroquial de Crist Rei                             | BRL    |                              | València C. Sant Vicent Màrtir, 126                           | 39° 27′ 51″ N, 0° 22′ 55″ O / 39.464156°N,0.382042°O | 46.15.250-306 | Església parroquial de Crist Rei (València) · Vegeu més fotos d'aquest monument · Carregueu una nova foto d'aquest monument                      |
| Església parroquial de Sant Lluís Bertran de València                                               | BRL    | Historicista, neobarroc 1908 | València Pl. Església Fonteta de Sant Lluís, 5                | 39° 28′ 11″ N, 0° 23′ 03″ O / 39.469736°N,0.384142°O | 46.15.250-303 | Església parroquial de Sant Lluís Bertran (València) · Vegeu més fotos d'aquest monument · Carregueu una nova foto d'aquest monument             |
| Finca Roja                                                                                          | BRL    | Eclecticisme 1930-1933       | València C. Jesús, C. Marvà, C. Albacete, C. Maluquer         | 39° 27′ 49″ N, 0° 23′ 05″ O / 39.463492°N,0.384792°O | 46.15.250-183 | Finca Roja (València) · Vegeu més fotos d'aquest monument · Carregueu una nova foto d'aquest monument                                            |
| Monestir del Corpus Christi                                                                         | BRL    | Barroc S.XVII                | València C. Guillem de Castro, 169                            | 39° 28′ 42″ N, 0° 23′ 02″ O / 39.478407°N,0.383835°O | 46.15.250-199 | Monestir del Corpus Christi (València) · Vegeu més fotos d'aquest monument · Carregueu una nova foto d'aquest monument                           |

## Espais etnològics d'interés local
| Monument                                                                                | Prot.? | Estil/època | Localització                       | Coordenades                                          | Codi?          | Imatge |
| --------------------------------------------------------------------------------------- | ------ | ----------- | ---------------------------------- | ---------------------------------------------------- | -------------- | --- |
| Fumeral del antic escorxador de València                                                | BRL    | 1898-1902   | València Pg. de la Petxina, 42     | 39° 28′ 30″ N, 0° 23′ 38″ O / 39.475108°N,0.39385°O  | 46.15.250-E415 | Fumeral del antic escorxador de València · Vegeu més fotos d'aquest monument · Carregueu una nova foto d'aquest monument               |
| Retaule ceràmic de Santa Teresa i Sant Joan de la Creu en el Convent del Corpus Christi | BRL    |             | València C. Guillem de Castro, 169 | 39° 28′ 42″ N, 0° 23′ 02″ O / 39.478417°N,0.383889°O | 46.15.250-E513 | Retaule ceràmic de Santa Teresa i Sant Joan de la Creu · Vegeu més fotos d'aquest monument · Carregueu una nova foto d'aquest monument |

## Llocs històrics d'interés local
| Monument                          | Prot.? | Estil/època | Localització                            | Coordenades                                          | Codi?         | Imatge                                    |
| --------------------------------- | ------ | ----------- | --------------------------------------- | ---------------------------------------------------- | ------------- | ----------------------------------------- |
| Refugi del Col·legi Jesús i Maria | BRL    | 1938        | València Gran Via Ferran el Catòlic, 37 | 39° 28′ 20″ N, 0° 23′ 15″ O / 39.472306°N,0.387461°O | 46.15.250-423 | Carregueu una nova foto d'aquest monument |